# Allan Chamgwera
Allan Chamgwera (ur. 30 kwietnia 1928 w Nkhonjiwa) – malawijski duchowny rzymskokatolicki, w latach 1981-2004 biskup Zomba.

## Życiorys
Święcenia kapłańskie przyjął 7 września 1957. 12 lutego 1981 został prekonizowany biskupem Zomba. Sakrę biskupią otrzymał 31 maja 1981. 17 stycznia 2004 przeszedł na emeryturę.